# Regina Cassandra

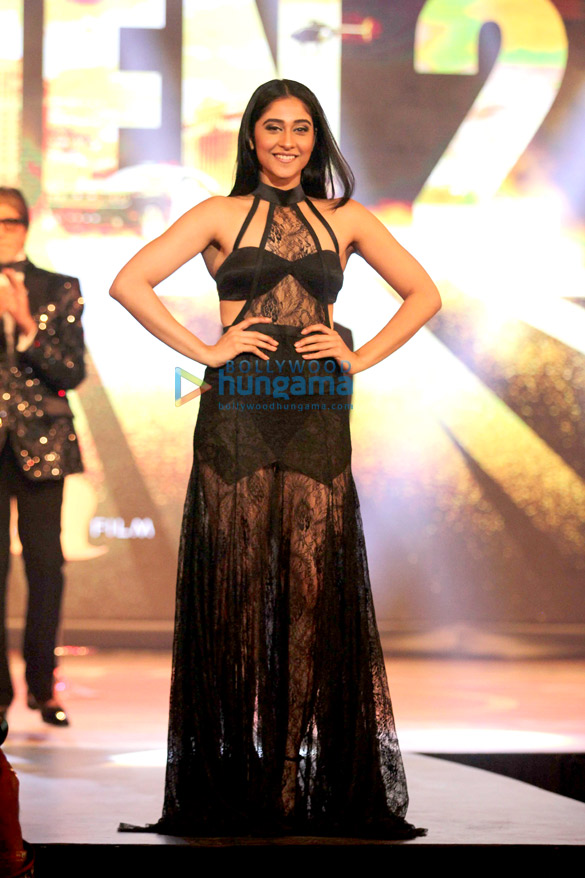
Regina Cassandra, 2016

Regina Cassandra (Hindi रेजिना कैसेंड्रा; geboren am 13. Dezember 1990 in Chennai, Indien) ist eine indische Schauspielerin und Model, das hauptsächlich in tamilischen und telugischen Filmen mitwirkt.

## Biographie
Ihr Debüt als Schauspielerin gab sie 2005 im tamilischen Film Kanda Naal Mudhal und ihr Debüt auf Telugu mit Siva Manasulo Sruthi (2012), für das sie den SIIMA Award für das beste weibliche Debüt erhielt. Anschließend gab sie ihr kanaresisches Debüt in Suryakaanti (2010) und ihr Debüt auf Hindi in Ek Ladki Ko Dekha Toh Aisa Laga (2019).
Cassandra spielte in mehreren erfolgreichen Filmen die Hauptrolle, darunter Siva Manasulo Sruthi, Kedi Billa Killadi Ranga, Kotha Janta, Power, Rajathandhiram, Subramanyam for Sale, Awe, Silukkuvarupatti Singam, 7 and Mughizh und erhielt zahlreiche Auszeichnungen für ihre Rollen in Jyo Achyutananda und Evaru.
Ihr Onlinedebüt gab sie 2022 in der Serie Rocket Boys, in der sie die Tänzerin Mrinalini Sarabhai darstellt.